# Brendan O'Kelly
Brendan O'Kelly est un footballeur irlandais des années 1940. Il évoluait au poste d'attaquant.

## Biographie
O'Kelly joue au Bohemian FC dans les années 1940. 
Il participe avec l'Irlande aux Jeux olympiques de 1948. Il inscrit le seul but de l'équipe d'Irlande, face aux Pays-Bas, son équipe étant éliminée au tour préliminaire.